# シュナイダー潤之介
シュナイダー 潤之介（シュナイダー じゅんのすけ、1977年5月22日 - ）は、東京都新宿区出身の元サッカー選手、サッカー指導者。

## 来歴
父親がドイツ系スイス人で母親が日本人。
明星高2年時にDFからGKに転向。明星大を経て、2000年に群馬FCフォルトナ（現・アルテ高崎）に入団。翌2001年にサガン鳥栖へ移籍（セレクションで合格して入団）。2002年にレギュラーを獲得し、2005年には主将も務めた。

### 仙台への移籍
2006年11月末、サガン鳥栖は、年俸など契約条件を提示し交渉を進めていたが、シュナイダーがJ1チームへの移籍を希望していたため、契約更新に至らなかった。「レベルの高いところからオファーがあれば、それは本人のために、本人の意志に任せる」というのがクラブの方針の鳥栖は、翌2007年1月に他クラブとの交渉が自由にできる移籍リストに登録し、J1チームからのオファーを待った。鹿島アントラーズなど具体的なチーム名がいくつか挙がっていたが、同時にJ2・ベガルタ仙台からもオファーがあった。J1チームへの移籍を希望していたため、仙台への移籍はないだろうと思われていたが、最終的にシュナイダーは仙台を移籍先として選択（2006年のJ2での順位は鳥栖が4位で仙台は5位であった）。
仙台移籍1年目の2007年は小針清允からレギュラーを奪取。正GKとして試合に出場し続けたが、6月6日の練習中に右手を骨折。全治3ヶ月と診断され、戦線離脱を余儀なくされた。チームはその後、コンサドーレ札幌から林卓人を期限付き移籍で獲得し、彼を正GKとして起用するようになる。負傷完治後も林から正GKの座を奪い返すことはできず、翌2008年もチームは移籍期間を延長した林を正GKとして起用。シュナイダーはレギュラーはおろか前述の入団当初は第3GK扱いで未だ公式戦出場がなかった萩原達郎に控えの座をも奪われ、試合ではベンチ入りすらできない状況にまで陥った。結局、天皇杯や入れ替え戦を含め、1試合も公式戦に出場することはなく、同年を以って戦力外となりチームを去った。

### JFL・鳥取への移籍
2009年1月9日、JFLのガイナーレ鳥取への完全移籍が発表された。鳥取はJリーグ準加盟クラブとして承認されたため、JFLで4位以内に入れば翌年のJリーグ参入が可能であった。移籍後は井上敦史からポジションを奪いリーグ戦全34試合にフル出場したものの、この年の鳥取は惜しくも5位に終わりJリーグ参入が見送られた。シーズン終了後、「家族のそばでプレーしたい」という本人の意向もあり、同年限りで鳥取を退団した。

### J2・横浜FCへの加入
2010年1月6日、鳥栖時代の恩師である岸野靖之が監督に就任した横浜FCへの加入を発表。岩丸史也・大久保択生・ベガルタ時代のチームメイトでもある関憲太郎と正GKを争い、リーグ戦17試合に出場した。2011年は関が全38試合フル出場したため控えに降格。
2012年も当初は関の控えだったが、チームは低迷し岸野が解任されて新監督にクラブOBの山口素弘が就任。4月22日の京都サンガF.C.戦で2年ぶりの出場を果たし、8試合ぶりに初勝利を挙げた。それ以降は正GKの座を奪取しチームをプレーオフ圏内の4位に導いたが1回戦で5位のジェフ千葉に敗れ昇格を逃した。2013年はキャプテンを務めたが、序盤は柴崎貴広の控えだった。しかし、ホームで昇格組のV・ファーレン長崎に敗れるなどしたためポジションを奪い返すとその後は徐々に成績も上向いていったが、昇格争いには絡めず終盤戦は渋谷飛翔の控えに回った。
11月21日契約満了に伴い退団が決まった。

### 奈良クラブ
2014年、関西サッカーリーグ1部の奈良クラブへ移籍。育成組織GKコーチも兼任する。

### 現役引退後
2015年シーズンをもって現役を引退し、2016年からザスパクサツ群馬のGKコーチに就任した。
2019年12月、栃木シティFCのGKコーチに就任、2020年より選手兼GKコーチとして現役復帰した。
2022年、松本山雅FCのGKコーチに就任した。
2023年、AC長野パルセイロのGKコーチに就任した。
2024年11月19日、前立腺がん（ステージ4）罹患によるチーム離脱を発表。

## 所属クラブ
- 三菱養和SC
- 新宿区立落合第二中学校
- 明星高校
- 明星大学
- 2000年 群馬FCフォルトナ
- 2001年 - 2006年 サガン鳥栖
- 2007年 - 2008年 ベガルタ仙台
- 2009年 ガイナーレ鳥取
- 2010年 - 2013年 横浜FC
- 2014年 - 2015年 奈良クラブ
- 2020年 - 2021年 栃木シティFC (GKコーチ兼任)

## 個人成績
| 国内大会個人成績 | 国内大会個人成績 | 国内大会個人成績 | 国内大会個人成績 | 国内大会個人成績                         | 国内大会個人成績 | 国内大会個人成績 | 国内大会個人成績 | 国内大会個人成績 | 国内大会個人成績 | 国内大会個人成績 | 国内大会個人成績 |
| 年度             | クラブ           | 背番号           | リーグ           | リーグ戦                                 | リーグ戦         | リーグ杯         | リーグ杯         | オープン杯       | オープン杯       | 期間通算         | 期間通算         |
| 年度             | クラブ           | 背番号           | リーグ           | 出場                                     | 得点             | 出場             | 得点             | 出場             | 得点             | 出場             | 得点             |
| 日本             | 日本             | 日本             | 日本             | リーグ戦                                 | リーグ戦         | リーグ杯         | リーグ杯         | 天皇杯           | 天皇杯           | 期間通算         | 期間通算         |
| ---------------- | ---------------- | ---------------- | ---------------- | ---------------------------------------- | ---------------- | ---------------- | ---------------- | ---------------- | ---------------- | ---------------- | ---------------- |
| 2000             | 群馬FC           |                  | 群馬県2部        |                                          |                  | -                | -                | 1                | 0                | 1                | 0                |
| 2001             | 鳥栖             | 21               | J2               | 0                                        | 0                | 0                | 0                | 0                | 0                | 0                | 0                |
| 2002             | 鳥栖             | 21               | J2               | 24                                       | 0                | -                | -                | 1                | 0                | 25               | 0                |
| 2003             | 鳥栖             | 14               | J2               | 10                                       | 0                | -                | -                | 0                | 0                | 10               | 0                |
| 2004             | 鳥栖             | 14               | J2               | 26                                       | 0                | -                | -                | 2                | 0                | 28               | 0                |
| 2005             | 鳥栖             | 14               | J2               | 40                                       | 0                | -                | -                | 2                | 0                | 42               | 0                |
| 2006             | 鳥栖             | 1                | J2               | 31                                       | 0                | -                | -                | 2                | 0                | 33               | 0                |
| 2007             | 仙台             | 22               | J2               | 18                                       | 0                | -                | -                | 0                | 0                | 18               | 0                |
| 2008             | 仙台             | 22               | J2               | 0                                        | 0                | -                | -                | 0                | 0                | 0                | 0                |
| 2009             | 鳥取             | 15               | JFL              | 34                                       | 0                | -                | -                | 1                | 0                | 35               | 0                |
| 2010             | 横浜FC           | 21               | J2               | 17                                       | 0                | -                | -                | 1                | 0                | 18               | 0                |
| 2011             | 横浜FC           | 1                | J2               | 0                                        | 0                | -                | -                | 0                | 0                | 0                | 0                |
| 2012             | 横浜FC           | 1                | J2               | 34                                       | 0                | -                | -                | 1                | 0                | 35               | 0                |
| 2013             | 横浜FC           | 1                | J2               | 26                                       | 0                | -                | -                | 0                | 0                | 26               | 0                |
| 2014             | 奈良             | 15               | 関西1部          | 14                                       | 0                | -                | -                | 3                | 0                | 17               | 0                |
| 2015             | 奈良             | 15               | JFL              | 28                                       | 0                | -                | -                | 1                | 0                | 29               | 0                |
| 2020             | 栃木C            | 29               | 関東1部          | 0                                        | 0                | -                | -                | 0                | 0                | 0                | 0                |
| 2021             | 栃木C            | 29               | 関東1部          | 0                                        | 0                | -                | -                | 0                | 0                | 0                | 0                |
| 通算             | 日本             | 日本             | J2               | 226                                      | 0                | 0                | 0                | 9                | 0                | 235              | 0                |
| 通算             | 日本             | 日本             | JFL              | 62                                       | 0                | -                | -                | 2                | 0                | 64               | 0                |
| 通算             | 日本             | 日本             | 関西1部          | 14                                       | 0                | -                | -                | 3                | 0                | 17               | 0                |
| 通算             | 日本             | 日本             | 関東1部          | 0                                        | 0                | -                | -                | 0                | 0                | 0                | 0                |
| 通算             | 日本             | 日本             | 群馬県2部        | \|\|\|\|colspan="2"\|-\|\|1\|\|0\|\|\|\| |                  |                  |                  |                  |                  |                  |                  |
| 総通算           | 総通算           | 総通算           | 総通算           | \|\|\|\|0\|\|0\|\|15\|\|0\|\|\|\|        |                  |                  |                  |                  |                  |                  |                  |

その他の公式戦
- 2012年
  - J1昇格プレーオフ 1試合0得点

## 指導歴
- 2014年 - 2015年 奈良クラブ育成組織 GKコーチ(選手兼任)
- 2016年 - 2019年 ザスパクサツ群馬 GKコーチ
- 2020年 - 2021年 栃木シティFC GKコーチ(選手兼任)
- 2022年 松本山雅FC GKコーチ
- 2023年 - AC長野パルセイロ GKコーチ

## タイトル
- 2014年 - 関西サッカーリーグ1部 ベスト11[9]

## エピソード
- 子供の頃からの広島東洋カープファンである。
  - ベガルタ仙台時代、仙台市を本拠地とする東北楽天ゴールデンイーグルスの試合を観戦しているところを時々目撃されている。なぜイーグルス戦を観戦していたかというと、対戦相手が広島カープだったからである。
  - 2013年8月20日に広島と読売ジャイアンツの試合を観戦し、丸佳浩のファールを素手で捕球し喝采を浴びた[10]。
  - 中学生のころ、広島の新聞記事を毎日切り抜いていた[11]。
- ガイナーレ鳥取、奈良クラブ時代に着用していた背番号15は、黒田博樹が広島で着用していた背番号に由来する[12]。

### シュナイダー劇場
ベガルタ仙台でシュナイダーが行ったパフォーマンス。ホームゲームで勝った場合、ゴール裏でパフォーマンスを行う。サポーターと自身の応援歌を歌い、最後の締めにスライディング（でんぐり返しなど他にもある）してはじける。サポーターから絶大な人気を誇るシュナイダーのパフォーマンスは「シュナイダー劇場」と呼ばれるようになり地元マスメディアにも取り上げられた。しかし、試合終了後に数十分のパフォーマンスが観客とともに行われることから、観客の安全確保のために警察が行っていた歩行者天国の時間を延長せざるを得なくなり、この件に関してクラブが地元警察から相談を受けるに至った。このパフォーマンスはサポーターの応援歌に手拍子で称えたり、一緒に歌って盛り上げる貴重な存在だったが、対モンテディオ山形戦を最後に「シュナイダー劇場」は行われることはなかった。
その後、シュナイダー劇場はガイナーレ鳥取に於いて、その日の出場全選手及び出場機会がなかったサブ登録選手（故障の治療等により出てこられない選手を除く）を交えて、シュナイダーが音頭を取ってその試合で最も活躍した選手を選出して行うというように、若干形を変えて復活した。勝ち試合後の名物として定着し、鳥取県内のメディアからは「ガイナーレ劇場」と呼ばれていた。またシュナイダーは同名のチーム応援番組にもレギュラーとして出演していた。しかし、当のシュナイダー自身が1年限りでガイナーレを去り、音頭取りが岡野雅行に交代して翌シーズンも継続して行われたものの、2011年は以前ほど派手なことは行われなくなった。

## 出演

### ラジオ
- Road to J ガイナーレ劇場（2009年、BSSテレビ） - レギュラー